# أوكابي (سكين)

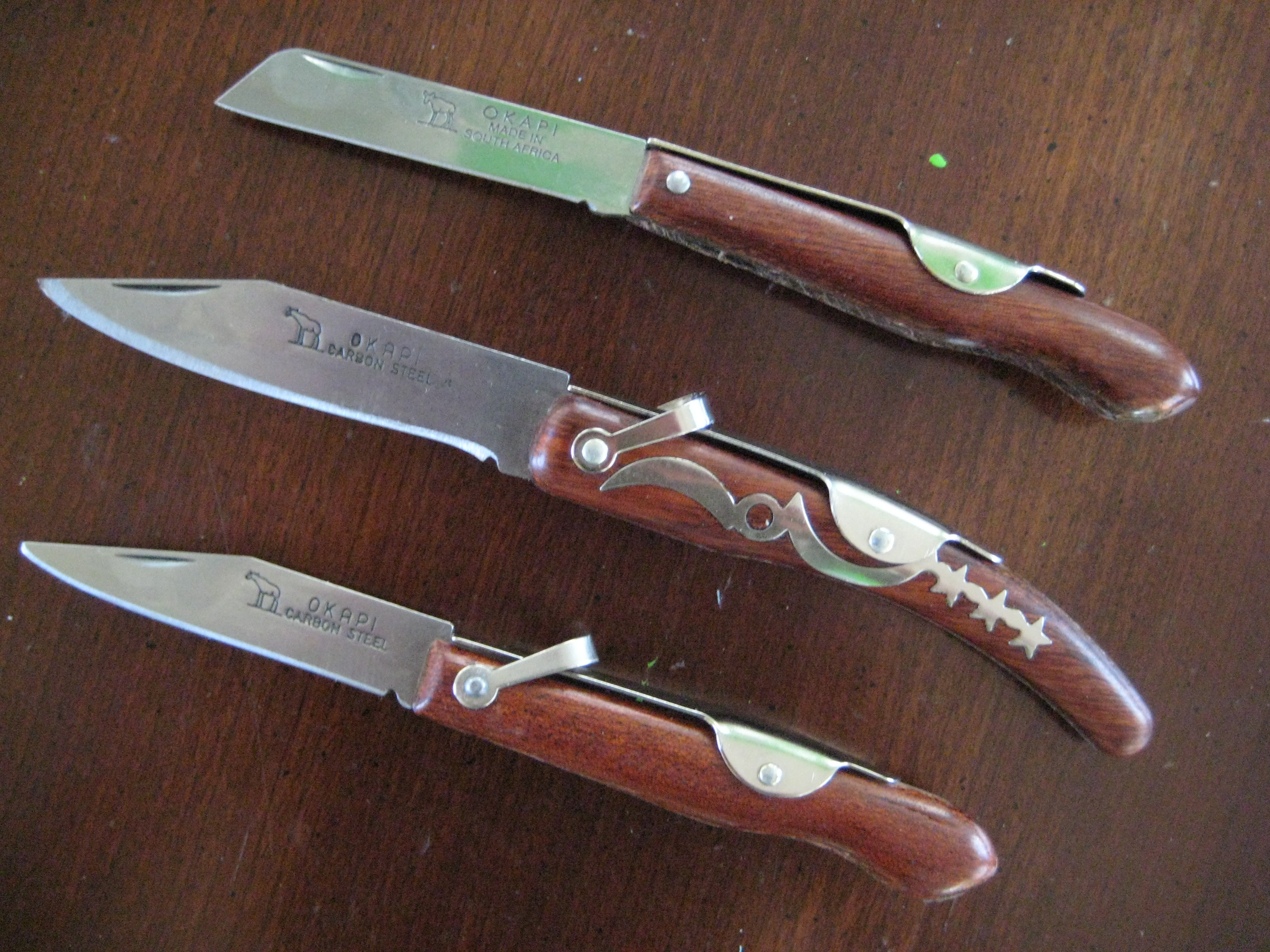
ثلاث سكاكين من نوع أوكابي.

مجموعة سكاكين أوكابي من صنع شركة ألمانية شهيرة لصناعة سكاكين خاصة وتستخدم سكاكين أوكابي بشكل رئيسي من قبل «هواة رحلات السفاري» حول العالم وكسبت شهرتها الواسعة من ذلك، أتخذت أسمها من غزال الأوكابي الأفريقي.

## الماركة
أوكابي هو lockback أو slipjoint سكين ينتج أصلا في عام 1902 للتصدير إلى المستعمرات الألمانية في أفريقيا. السكين تأخذ اسمها من أوكابي وسط أفريقيا مثل الزرافة.

## تاريخ
لم تعد تنتج السكاكين أوكابي في ألمانيا؛ في عام 1988، اوكابي جنوب أفريقيا (ثم التداول كما جميع الأدوات جولة) اشترى العلامات التجارية والأدوات وبدأت في إنتاج خط أوكابي من السكاكين في جنوب أفريقيا. ويتم إنتاج السكاكين الأفريقية أوكابي جنوب lockback مع الكربون أو الفولاذ المقاوم للصدأ ريش، مع أو بدون التسنين. مصنوعة من السكاكين أوكابي الأكثر شيوعا وجدت في أفريقيا من راتنج مشربة الخشب (عادة الكرز) ومصنوعة من ريش من 1055 الكربون الصلب.

## استخدام
وتستخدم السكاكين أوكابي بشكل رئيس «من قبل اصحاب رحلات السفاري حول العالم وكسبت شهرتها الواسعة من ذلك» وكذلك من الطبقة العاملة نظرا لكونها وبأسعار معقولة جدا و، في حين الخام في المظهر، وسكاكين قوية. السكاكين أوكابي تحظى بشعبية كبيرة في العالم وفي جنوب أفريقيا بالذات، وفي «جامايكا» لديها سمعة الشائنة بالأحرى فإنها ترتبط مع المجرمين وعصابات الشوارع. بسبب استخدام Okapis من قبل المجرمين الذين تم الملقب ب «ليلة السبت خاصة» من السكاكين. وكلاهما أداة واحدة من أكثر حظا من «السكاكين اسئلة» التي يحملها الأولاد وقحا، والمعروف أيضا باسم «3 نجوم.» وكان معروفا كيث ريتشاردز من فريق رولينج ستونز حملها للسنوات lockback أوكابي كبير.
استخدامها يمكن أن تتراوح من حصاد المحاصيل، والدفاع عن النفس، والصيد، وصيد الأسماك، أو واجب سكين العام، وتشتهر بين المحبين لرحلات السفاري والصيد والقنص وخصوصا في البلدان العربية.

## معرض صور غزال أوكابي

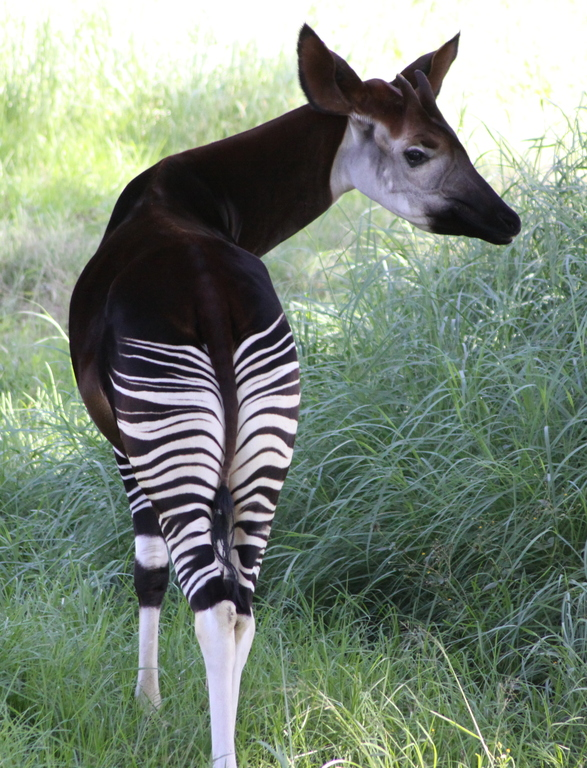
صورة للقسم الخلفيّ لجسم الأكاب مبينةً مظهر الخطوط الرجليّة
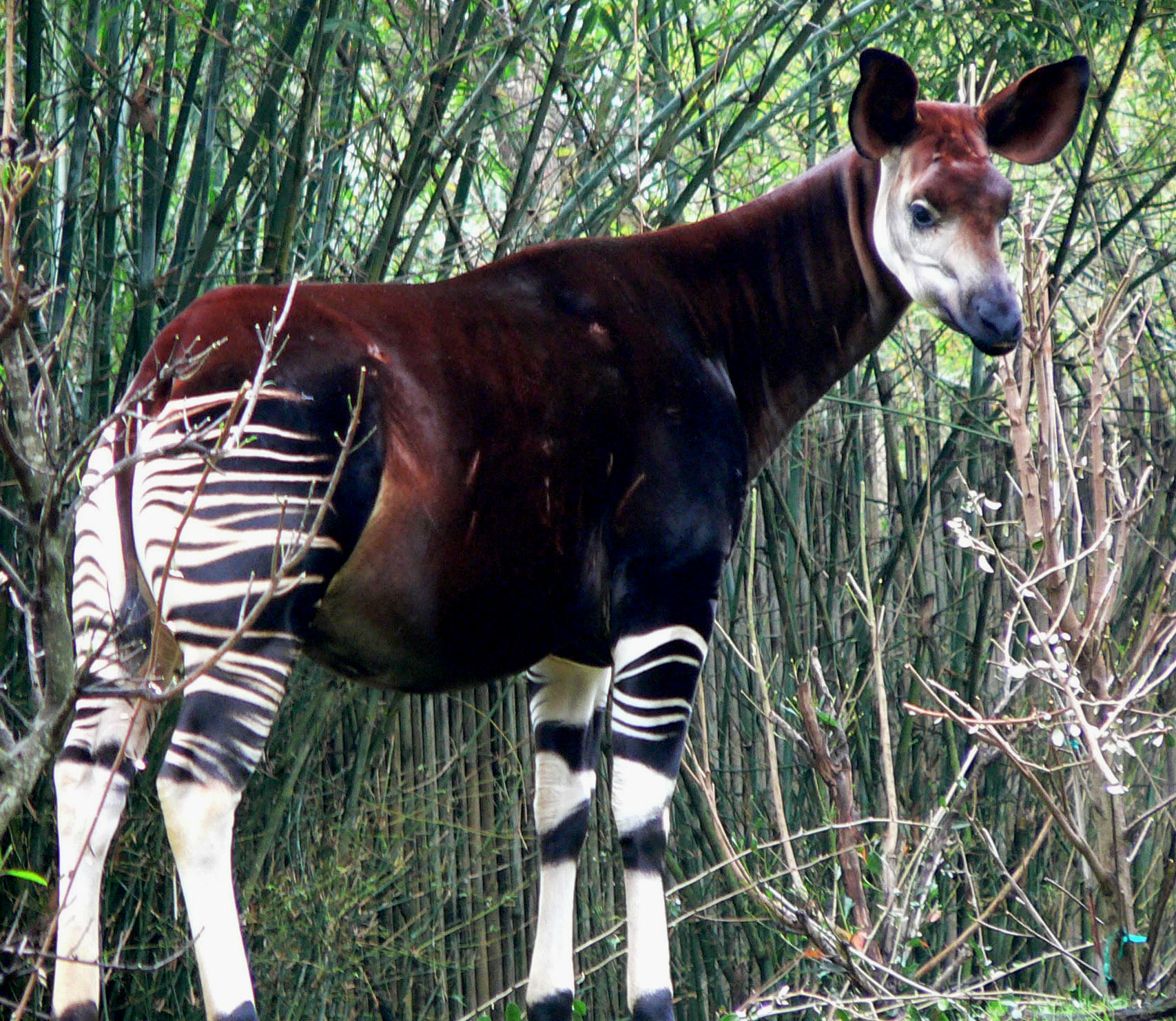
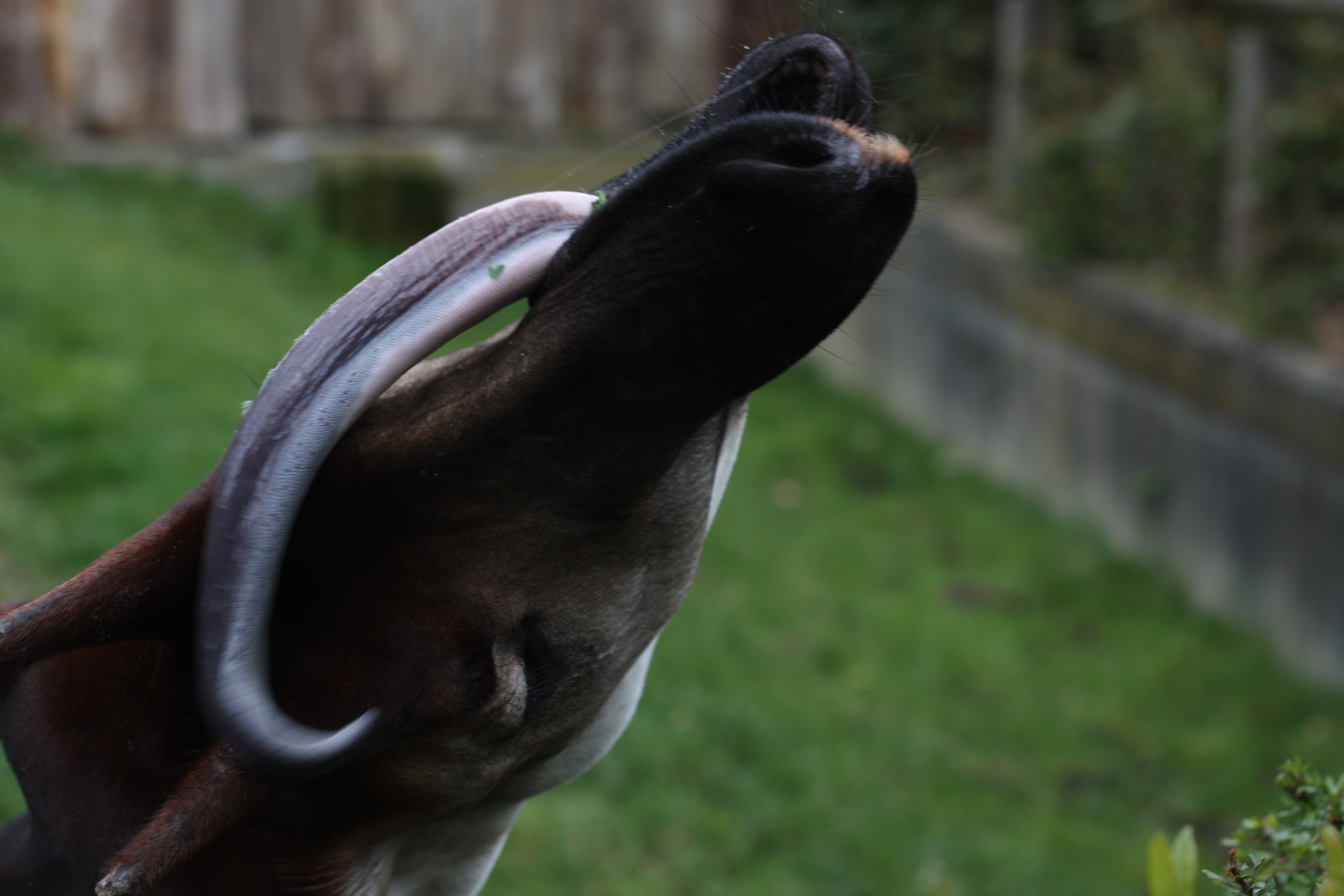
صورة تبيّن لسان الأكاب الطويل
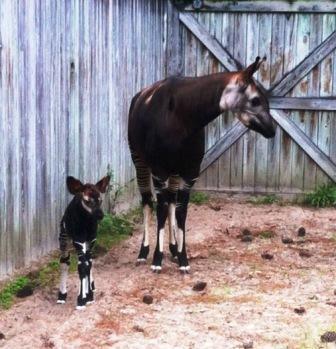
أكاب مع عجله بمحمية البلّوط الأبيض (White Oak Conservation) بولاية فلوريدا

## مواضيع ذات علاقة
- سكين الخبز
- خنجر
- المقص
- المقصلة
- الساطور
- سكين المائدة